# Maison de Dammartin-en-Goële
Pour l’article homonyme, voir Maison de Dammartin.
 (janvier 2017).
La maison de Dammartin-en-Goële est une ancienne et illustre famille souveraine de la haute noblesse franque.
Elle doit son origine à Manassès de Dammartin-en-Goële, fils puiné de Hildouin de Montdidier, comte d'Arcis-sur-Aube, de Ramerupt, de Vexin, et de l'héritière du comté de Dammartin-en-Goële.

## Armes, blason et sceaux

### Description (hypothétique)
La maison de Dammartin-en-Goële, en Île-de-France, aurait porté, selon la publication d'Albert Mélaye, pour les premiers comtes de Dammartin-en-Goële (comte Manassès de Dammartin-en-Goële, comte Eudes de Dammartin-en-Goële, comte Hugues de Dammartin-en-Goële, comte Pierre de Dammartin-en-Goële, comte Lancelin de Dammartin-en-Goële), les armes suivantes : fascé d'argent et d'azur.

### Description (réelle sur base des sceaux)
La maison de Dammartin-en-Goële, en Île-de-France, porte, selon l'armorial de Jean-Baptiste Rietstap, les armes suivantes : fascé d'argent et d'azur à la bordure de gueules.

### Représentation du blason
La maison de Dammartin-en-Goële a ses armes représentées (blason) comme suit : 

### Représentation des sceaux
La Maison de Dammartin-en-Goële a, selon le Bureau du Trésor de numismatique et de glyptique, 1 sceau de grand feudataire de la Couronne de France. Titulaire : comte Renaud de Dammartin-en-Goële, comte de Boulogne. Inscription : ✠ Secretvm•Reginaldi•Comi[tis]•[Bo]lonie. (✠ Secret de Renaud, comte de Boulogne).
La Maison de Dammartin-en-Goële a, selon le Bureau du Trésor de numismatique et de glyptique, 1 sceau de grand feudataire de la Couronne de France. Titulaire : comte Renaud de Dammartin-en-Goële, comte de Boulogne. Inscription : Sigil[lvm][•Re]ginaldi•Comitis•Bolonie. (Sceau de Renaud, comte de Boulogne).
La Maison de Dammartin-en-Goële a, selon le Bureau du Trésor de numismatique et de glyptique, 1 sceau de grand feudataire de la Couronne de France. Titulaire : Simon de Dammartin-en-Goële, comte de Ponthieu. Inscription : Sigillvm•Simonis•Comitis•Pontivi. (Sceau de Simon, comte de Ponthieu).

## Arbre généalogique
- Manassès de Dammartin, seigneur de Combs-la-Ville (990, mort tué à la bataille de Bar-le-Duc le 15 novembre 1037), époux de Constance des Francs (Capétienne), dont une hypothèse en fait la fille de Robert II dit le Pieux des Francs (996-1031), duc de Bourgogne (1005-1016), et de Constance d'Arles, dont : 
  - Adélaïde de Dammartin-en-Goële, épouse de Hugues de Gournay, seigneur de Gournay-en-Bray, fils de Hugues, seigneur de Gournay-en-Bray, dont postérité.
  - Eustachie de Dammartin-en-Goële, épouse de Godefroi d'Etrépagny, seigneur d'Etrépagny, dont postérité.
  - Comte Eudes de Dammartin-en-Goële.
  - Comte Hugues de Dammartin-en-Goële, seigneur d'Esserent, moine de l'église prieurale de Saint-Leu d'Esserent (mort en 1103), époux de Roaide/Rohaise/Rohèse de Clare, dame de Bulles, fille de Richard de Brionne, dit de Clare, seigneur de Bienfaite, seigneur d'Orbec, seigneur de Tonbridge, et de Rohaise/Rohèse Giffard de Bolbec, dont : 
    - Albéric de Dammartin-en-Goële, écuyer.
    - Basilie de Dammartin-en-Goële.
    - Comtesse Adèle de Dammartin-en-Goële, dame de Bulles, épouse de Lancelin de Beauvais, administre le comté de Dammartin-en-Goële (1112-1116), fils de Lancelin, bouteiller du roi, dont postérité.
    - Eustachie de Dammartin-en-Goële.
    - Hedwige de Dammartin-en-Goële, épouse de Gui de Possesse, dont postérité.
    - Eudes de Dammartin-en-Goële, écuyer, seigneur de Norton, époux de Basilie de Saint-Clair, fille de Henri, seigneur de Saint-Clair-sur-l'Elle, dont : 
      - Manassès Gauthier de Dammartin-en-Goële, écuyer (mort en 1178), époux de Galienne, dont :
        - Aubri de Dammartin-en-Goële, écuyer.
        - Barthélémy de Dammartin-en-Goële, écuyer, seigneur de Mendlesham (mort en 1189).
        - Guillaume de Dammartin-en-Goële, écuyer (mort en 1195), dont : 
          - Guillaume de Dammartin-en-Goële, écuyer.
          - Eudes de Dammartin-en-Goële, écuyer puis chevalier (mort en 1225), fondateur de l'hôpital de Tandridge (comté de Surrey, royaume d'Angleterre), époux en premières noces de Ne de Lucé, et en secondes noces de Margaret/Margery Brewer, fille de William, et de Béatrice de Vaux.
            - Du premier lit :
            - Eudes de Dammartin-en-Goële, écuyer.
            - Alix de Dammartin-en-Goële, épouse en premières noces de Jean de Wauton, et en secondes noces de Roger de Clare, fils de Roger, comte de Hertford (1153), seigneur de Cardigan, seigneur de Clare, seigneur de Tonbridge, et de Mathilde/Maud de Saint-Hilaire.

          - Galienne de Dammartin-en-Goële, épouse en premières noces de Jean Brewer (mort en 1210), en secondes noces de Robert Burgate (mort en 1220), dont postérité, en troisièmes noces de Ernulf de Mandeville, dont postérité.

        - Eudes de Dammartin-en-Goële, écuyer.
        - Haimon de Dammartin-en-Goële, écuyer.

      - Guillaume Alain de Dammartin-en-Goële, écuyer.
      - Albéric/Aubri/Aubry de Dammartin-en-Goële, écuyer, seigneur de Norton, grand chambrier de Louis VI dit le Gros des Francs, époux en premières noces de Joan Basset, fille de Gilbert, et de Edith d'Oilly, et en secondes noces de Clémence de Beauvais, fille de Lancelin, et de Clémence de Bar-le-Duc.
        - Du premier lit :
        - Comte Albéric/Aubri/Aubry de Dammartin-en-Goële (mort à Lillebonne ou Londres en 1200 (abbaye de Jumièges)), époux de Mahaut de Clermont-en-Beauvaisis (~1147-~1218), fille du comte Renaud, seigneur de Luzarches, et de Clémence de Bar-le-Duc, comtesse de Dammartin-en-Goële, dont : 
          - Clémence de Dammartin-en-Goële, épouse de Jacques de Saint-Omer, fils de Guillaume, chevalier, seigneur de Fauquemberghes, châtelain associé (1161-1177) puis unique (1178) de Saint-Omer, et d'Ide d'Avesnes, dame de Prisches, sans postérité.
          - Comte Renaud de Dammartin-en-Goële (1200-1214), chevalier, comte d'Aumale (1204-1206), comte de Boulogne (1190-1227), comte de Mortain (1206-1214) (~1165, mort suicidé en détention dans la forteresse du Goulet, Saint-Pierre-la-Garenne 21 avril 1227 (église prieurale de Saint-Leu d'Esserent)), participe et fait prisonnier à la bataille de Bouvines dans une coalition contre le roi de France, époux en premières noces de Marie de Châtillon, fille de Guy, seigneur de Châtillon, et de Alix de Dreux, et en secondes noces d'Ide de Lorraine, fille de Mathieu, comte de Boulogne (1159-1173), et de Marie de Blois, princesse d'Angleterre (Blois), comtesse de Boulogne, abbesse de l'abbaye de Romsey.
            - Du second lit :
            - Comtesse Mathilde de Dammartin-en-Goële, comtesse d'Aumale, comtesse de Boulogne (1202-1260), épouse en premières noces en 1218 de Philippe Ier dit le Hérissé dit Hurepel de France (Capétien), comte de Clermont-en-Beauvaisis (1200, mort à Corbeil-Essonnes en 1234 (basilique Saint-Denis)), fils de Philippe II dit Auguste (1180-1223), et d'Agnès de Méranie, dont postérité, et en secondes noces en 1235 de Alphonse III de Portugal et des Algarves (1248-1279) (Coimbra 5 mai 1210 - 16 février 1279), fils de Alphonse II de Portugal (1211-1223), et de Urraque de Castille, dont postérité.
            - Alice de Dammartin-en-Goële, épouse de Réginald de Trie.

          - Agnès de Dammartin-en-Goële, épouse de Guillaume de Fiennes, baron de Tingry, seigneur de Fiennes, fils d'Enguerrand, seigneur de Fiennes, et de Sibylle de Tingry, dame de Ruminghem, dame de Tingry, dont postérité.
          - Aelis/Alix de Dammartin-en-Goële, dame de Berneuil (1170-1237), épouse de Jean de Trie, seigneur de Fresne-Léguillon, seigneur de Mouchy-le-Châtel, seigneur de Trie-Château, seigneur de Vaumain (mort après 1219), fils d'Enguerrand, seigneur de Mouchy-le-Châtel, seigneur de Trie-Château, et de Heddiva de Mouchy, dame de Mouchy-le-Châtel, dont postérité.
          - Raoul de Dammartin-en-Goële, écuyer.
          - Simon de Dammartin, écuyer puis chevalier, comte d'Aumale, comte de Montreuil, comte de Ponthieu (~1180-~1239 (abbaye de Valloires)), époux vers 1208 de la comtesse Marie de Ponthieu, comtesse de Montreuil (mort en ~1250 (abbaye de Valloires)), fille de Guillaume II de Bellême, comte Guillaume IV dit Talvas de Ponthieu, baron du Saosnois, et de Adèle de France (Capétienne), dont : 
            - Jeanne de Dammartin, comtesse d'Aumale, comtesse de Montreuil, comtesse de Ponthieu (~1220, mort à Abbeville en ~1278 ou le 16 mars 1279 (abbaye de Valloires)), épouse en premières noces en 1237 de Ferdinand III de Castille (~1199, mort à Séville le 30 mai 1252 cathédrale Notre-Dame du Siège de Séville), fils de Alphonse IX de León (1188-1230) et de Bérengère Ire de Castille, dont postérité, et en secondes noces vers 1260 Jean de Nesle (mort le 2 février 1292), seigneur de Falvy, seigneur de La Hérelle, fils de Raoul, seigneur de Falvy, seigneur de La Hérelle, et de Adèle de Roye, dont postérité.
            - Philippa de Dammartin (mort en ~1280), épouse en premières noces en 1239/1240 de Raoul II d'Exoudun, écuyer, fils de Raoul Ier, écuyer, et la comtesse Alix d'Eu, sans postérité, en secondes noces de Raoul II de Coucy, écuyer, seigneur de Coucy, fils d'Enguerrand, écuyer, seigneur de Coucy, et de Marie d'Oisy, dont postérité, et en troisièmes noces en 1253 du comte Otton II dit le Paralysé de Gueldre (1229-1271), comte de Zutphen (1229-1271) (~1215 - 12 janvier 1271), fils du comte Gérard III de Gueldre, comte de Zutphen, et de  Marguerite de Brabant, dont postérité.
            - Marie de Dammartin-en-Goële (morte en ~1279), épouse vers 1240 de Jean de Pierrepont, comte de Roucy (1212) (~1205-~1251), fils de Robert, et de la comtesse Eustachie de Roucy, dont postérité.
            - Agathe de Dammartin-en-Goële (morte en ~1268), épouse d'Aimeri de Surgères, vicomte de Châtellerault, baron de Saosnois, seigneur de Lillebonne (mort en ~1242), fils de Hugues, et de Aénor de Châtellerault, dont postérité.

        - Du second lit :
        - Éléonore de Dammartin-en-Goële, épouse de Bernard de Saint-Valéry, seigneur de Saint-Valéry-sur-Somme, fils de Réginald, seigneur de Saint-Valéry-sur-Somme, dont postérité.

      - Eudes de Dammartin-en-Goële, écuyer, dont : 
        - Eudes de Dammartin-en-Goële, écuyer.

      - Étienne de Dammartin-en-Goële, écuyer, sénéchal du comte de Clare, époux de Sarah, dont :   
        - Gilbert de Dammartin-en-Goële, écuyer, moine.
        - Basilie de Dammartin-en-Goële, épouse de Hugues de Bolton.

      - Haimon de Dammartin-en-Goële, écuyer.

    - Comte Pierre de Dammartin-en-Goële, époux d'Eustachie, dont : 
      - Comte Lancelin de Dammartin-en-Goële.

## La Geste des comtes de Dammartin-en-Goële
La Maison de Dammartin-en-Goële doit à Nicolas de Houssemaine, doyen de la faculté de médecine d’Angers, l’œuvre de La Geste des comtes de Dammartin, manuscrit médiéval du XVIe siècle à la manière d'une chanson de geste, qui retrace son origine historique, sa parenté avec les Maisons royales et la gloire des ancêtres des comtes de Dammartin qui ont succédé au comté issus d'autres Maisons (Trie, Châtillon, Fayel, Vergy, Nanteuil, Chabannes).

## Nécropole
La Maison de Dammartin-en-Goële a pour nécropole l'Église prieurale de Saint-Leu-d'Esserent, dans le département de l'Oise, en région Hauts-de-France, en république française.

## Hôpital
La Maison de Dammartin-en-Goële doit à Eudes (Odo) la fondation de l'hôpital de Tandridge, dans le comté de Surrey, au royaume d'Angleterre.

## Charte sur le droit de gîte du village Lagny-le-Sec
Arrêt de la Cour de Sa Majesté Royale Roi Louis VII dit le Jeune des Francs, Altesse Ducale Duc d'Aquitaine qui exempte le village de Lagny-le-Sec du droit de gîte, que Guillaume de Mello et les possesseurs de la terre de Dammartin prétendaient y exercer, 1175 (Archives Nationales de France - AE/II/180 (Cote d’origine : K//25/b/7)).

## Iconographie

### Comtesse Mathilde de Dammartin-en-Goële
Un hommage est rendu à la comtesse Mathilde de Dammartin-en-Goële, comtesse d'Aumale, comtesse de Boulogne, et à son époux Son Altesse Royale Prince Philippe Ier dit le Hérissé dit Hurepel de France (Capétien), comte de Clermont-en-Beauvaisis, sur la façade de la cathédrale Notre-Dame de Chartres, porche nord, portail central, statues de gauche.

## Seigneuries et Titres

### Seigneuries
Seigneur/Dame : de Berneuil, de Bulles, de Combs-la-Ville, d'Esserent, de La Ferté, de Lillebonne, de Mendlesham, de Norton, de Strumpshaw, de Tournan-en-Brie , etc.

### Comtés
Comte/Comtesse : d'Aumale, de Boulogne-sur-Mer, de Dammartin-en-Goële, de Montreuil-sur-Mer, de Mortain, de Ponthieu.

## Propriétés
- Château de Dammartin-en-Goële
- Manoir : d'Effingham (reçu de Sa Majesté Royale Roi Guillaume dit le Conquérant d'Angleterre, Altesse Ducale Duc de Normandie)

## Alliances
La maison de Dammartin-en-Goële a contracté des alliances avec de nombreuses Familles et Maisons Nobles, à savoir : de Bellême (de Ponthieu), de Bourgogne (de Portugal), Capétiens (directs), de Châtillon, de Clare, de Clermont-en-Beauvaisis, de Coucy, d'Ivrée (de Castille et León), de Lusignan.

#### Histoire de la maison de Dammartin-en-Goële
- Jean-Noël Mathieu, Recherches sur les premiers comtes de Dammartin, t. XLVII, Paris, coll. « Paris et Ile-de-France. Mémoires (Fédération des sociétés historiques et archéologiques de Paris et Île-de-France) », 1996, 58 p. (lire en ligne). (Les comtes de Dammartin-en-Goële appartiennent à cette catégorie intermédiaire des grandes familles issues de la noblesse carolingienne qui, sans avoir su, à l’aube de la féodalité, constituer une principauté territoriale, ont cependant tenu une place non négligeable dans les préoccupations des premiers rois capétiens. S’agissant des Dammartin, ces préoccupations ont connu leur point culminant lorsque, au temps de Philippe-Auguste, Renaud comte de Dammartin et comte de Boulogne par sa femme, se fit le champion de la coalition montée contre le roi de France, qui trouva sa fin à Bouvines. L’objet de cet article est de clarifier l’histoire de cette importante famille, en particulier grâce à une exploitation systématique des archives anglaises. Il apparaît que les connexions du lignage de Dammartin avec la féodalité anglo-normande sont beaucoup plus anciennes et étroites qu’on ne pouvait le penser. L’article est composé de sept parties et d’une annexe comprenant des arbres généalogiques : I – Les origines du lignage de Dammartin, II – Le comte Hugues de Dammartin, III – Pierre comte de Dammartin. Sa succession, IV – Clémence comtesse de Dammartin, V – Aubri comte de Dammartin. Son origine, VI – La branche anglaise des Dammartin, VII – Le comte Aubri et son fils Renaud jusqu’au mariage de Boulogne (1190))

#### Histoire de la maison de Dammartin en Goële et en Hesbaye
- Julien Delaite, Les comtes de Dammartin-en-Goële et leurs ancêtres (Saint-Riquier, Montreuil-sur-Mer, Montdidier, Arcis et Ramerupt). Du VIIIe au XIIe siècle, t. XL, Liège, Imprimerie H. Poncelet, coll. « Bulletin de l'institut archéologique liégeois », 1910, XXXIV-287-XXIX (lire en ligne), p. 131-203.
- Julien Delaite, Les Premières générations issues de Rasse de Dammartin et d'Alice de Warfusée d'après les documents, t. XLI, Liège, Imprimerie H. Poncelet, coll. « Bulletin de l'institut archéologique liégeois », 1911, XLIII-268-XXIX (lire en ligne), p. 113-154.
- Paul Roger, Noblesse et chevalerie du comté de Flandre, d'Artois et de Picardie, Amiens, Typographie de Duval et Herment, 1843, 400 p. (lire en ligne), p. 192.
- Henri Malo, Un grand feudataire, Renaud de Dammartin, et la coalition de Bouvines. Contribution à l'étude du règne de Philippe-Auguste, Paris, Champion, 1898, 373 p..
- Georges Bordonove, Philippe Auguste, le conquérant, Paris, Pygmalion, 2013 (lire en ligne).
- Alain Lottin, Histoire de Boulogne-sur-Mer : ville d’art et d’histoire Nouvelle édition, Villeneuve d'Ascq, Presses Universitaires du Septentrion, 2014 (mise en ligne 30 juin 2016), 608 p. (lire en ligne). (Peu de villes française possèdent un passé aussi riche, passé qui marque encore de nos jours le paysage urbain. La Haute Ville, avec ses remparts, son château féodal, la partie ancienne de son beffroi construite sur l'emplacement du Castrum romain de Gesoriacum devenue Bononia au IVe siècle, évoque les grandes heures médiévales, lorsque le nom des comtes de Boulogne était connu jusqu'en Terre Sainte. La Basse Ville, rassemblée autour de Saint-Nicolas, Bréquerecque, la Beurrière et Saint-Pierre, le port témoigne de l'importance de l'industrie, du commerce et de la pêche aux XIXe et XXe siècles. La colonne de la Grande-Armée et le château de Pont-de-Briques soulignent la place tenue par Boulogne dans l'épopée napoléonienne. Non loin, blockhaus et casemates rappellent les durs moments de la Deuxième Guerre mondiale dans une ville qui a connu 146 bombardements ayant fait des victimes. Enfin, aujourd'hui comme hier, la cité est dominée par la silhouette du beffroi et de la cathédrale, reconstruite au XIXe siècle, qui évoquent les grandes heures de l'histoire de la cité. Oui, destin historique exceptionnel que celui de cette ville qui, de César à Hitler, en passant par Louis XIV et Napoléon, a vécu aux avant-postes les grands conflits de l'histoire européenne.)
- Nicolas Viton de Saint-Allais, L'Art de vérifier les dates des faits historiques, des chartes, des chroniques, et autres anciens monuments, depuis la naissance de Notre-Seigneur ; Par le moyen d'une Table Chronologique, t. III, Paris, Valade, 1818 (lire en ligne), p. 325.

#### Trésor de numismatique et de glyptique
- Charles Lenormant, Paul Delaroche, Louis-Pierre Henriquel-Dupont (gravure) et Achille Collas (procédé), Trésor de numismatique et de glyptique, ou Recueil général de médailles, monnaies, pierres gravées, bas-reliefs, etc. tant anciens que modernes, les plus intéressants sous le rapport de l'art et de l'histoire. Sceaux des grands feudataires de la couronne de France, t. XII, Paris, Rittner et Goupil, 1836, 64 p. (lire en ligne), p. 34-35 et PL.XXVI (n°1, n°2, n°5).

#### Le château-fort de Dammartin-en-Goële
- Albert Mélaye, Le château-fort de Dammartin et ses différents sièges, Chronologie et Généalogie des Comtes de Dammartin, Senlis, Imprimerie d'Eugène Dufresne, coll. « Comité archéologique de Senlis, Comptes-rendus et mémoires, année 1899 », 1900, p. 181-206.
- André Châtelain, Châteaux forts et féodalité en Ile de France, du XIe au XIIIe siècle, Créer, 1983, 507 p. (lire en ligne), p. 129 et suivantes.

#### Histoire de la ville de Dammartin-en-Goële
- J. B. Victor Offroy, Histoire de la ville de Dammartin (Seine-et-Marne) et coup d'œil sur les environs, essai, Meaux, Imprimerie de A. Carro, 1841 (lire en ligne).

#### Les Dammartin-en-Goële au royaume d'Angleterre
- White Kennett, Parochial Antiquities attempted in the History of Ambrosden, Burcester and other adjacent parts in the Counties of Oxford and Bucks, t. I, Clarendon Press, 1818, 583 p. (lire en ligne), p. 215.
- Edward Wedlake Brayley, John Britton, Edward Wedlake Brayley, Jr, Gideon Mantell (The Geological section) et Thomas Allom (The Illustrative department), A topographical history of Surrey, t. IV, Dorking and London, Robert Best Ede (Dorking) & Tilt and Bogue (London), 1841 (lire en ligne), p. 484.

#### Crayon généalogique
- Christophe Butkens, Trophées tant sacrées que profanes du duché de Brabant, contenant L'Origine, Succession & Descendence des Ducs & Princes de cette Maison, avec leurs actions les plus signalées. Ensemble les Genealogies de plusieurs Ducs, Princes, Comtes, Barons, Seigneurs & Nobles leurs Vassaux & Sujets. La Description des villes, Franchises & Baronnies de Brabant, avec la Succession Genealogiques des Seigneurs qui les ont possédé. La Suite des Ducs de Limbourg & Luxembourg, Comtes de Dalhem & Sires de Fauquemont. Avec un Recueil de plusieurs terres de remarque, situées hors la Duché de Brabant, toutefois mouvantes d'icelle. L'Institution du Conseil souverain de Brabant, et autres cours residentes a Bruxelles. Les Magistrats des quatre villes Capitales, savoir Louvain, Bruxelles, Anvers & Bois-le-Duc. Le Catalogue des principales Eglises, Abbayes, Monastères & autres Fondations religieuses dans le Brabant. Avec les preuves Servant à l'entière Verification., t. I, La Haye, Chrétien van Lom, 1724 (lire en ligne), p. 265.

- (en) « Paris region ; Clermont & Dammartin - Chapter 2. Dammartin », sur fmg.ac/MedLands (Foundation for Medieval Genealogy), 19 juin 2024 (consulté en décembre 2024).
- « Le prieuré de Saint Leu d'Esserent et la société au XIIe siècle » (mémoire de maîtrise d'histoire médiévale, 2001) sur le site www.lespetitescases.net, publié le 31 juillet 2008, notamment la partie « Le retour des Dammartin »